# 湖丰镇
湖丰镇，是中华人民共和国江西省上饶市广丰区下辖的一个乡镇级行政单位。

## 行政区划
湖丰镇下辖以下地区：
湖丰社区、徐家村、回树底村、桥头村、槐芳村、尖山村和湖丰蚕场生活区。